# Piboserod
Piboserod (Serlipet) je selektivni antagonist 5-HT4 receptora koji je u prodaji za tretiranje atrijalne fibrilacije i sindroma iritabilnih creva. 
Mišići srčanih komora obolelog srca imaju povećanu osetljivost na serotonin. Do toga dolazi zbog povišenog izražavanja 5-HT4 receptora u njima. Na osnovu tog nalaza, i po analogiji na efikasnot primene beta blokatora u lečenju zatajenja srca, formirana je hipoteza da 5-HT4 antagonisti mogu da budu korisni u tretirnaju otkazivanja srca. Ova hipoteza potvrđena na životinjskim modelima.